# Copa del Món de curses de muntanya de 2010
La temporada 2010 de la Copa del Món de curses de muntanya (en anglès: Skyrunner World Series 2010) es disputà entre el 8 de maig i el 24 d'octubre de 2010.

## Calendari
La Copa del Món 2010 constà de cinc proves (World Series Races), així com de nou curses d'assaig (Trials Races).

### Curses de Sèrie
- 9a Zegama-Aizkorri Mendi Maratoia (16 de maig) 42 km. i 2600 m de desnivell positiu al País Basc
- 3a Chaberton Marathon (1 d'agost) 42,5 km i 3131 m de desnivell positiu a França
- 55a Pikes Peak Marathon (22 d'agost) 42 km. i ? m de desnivell positiu als Estats Units d'Amèrica
- 10a Sentiero delle Grigne SkyMarathon (19 de setembre) 43 km. i 3200 m de desnivell positiu a Itàlia
- 24a Mount Kinabalu Climbathon (23 d'octubre) 21 km. i 2250 m de desnivell positiu a Malàisia

### Curses d'Assaig
- 3r Vertical Kilometer - Mt. Elbrus (8 de maig) ? km. i 1000 m de desnivell positiu a Rússia
- 23a Travessa de Canillo SkyRace (6 de juny) 12 km. i 850 m de desnivell positiu a Andorra
- 4t Circuito dos 3 Cântaros SkyRace (13 de juny) 21 km. i 1300 m de desnivell positiu a Portugal
- 37a Course de Sierre-Zinal (8 d'agost) 31 km. i 2200 m de desnivell positiu a Suïssa
- Red Rock SkyMarathon (22 d'agost) 43 km. i ? m de desnivell positiu a Itàlia
- Mt. Ontake SkyRace (29 d'agost) 35 km. i 2140 m de desnivell positiu al Japó
- 60a Ben Nevis Race (4 de setembre) 14 km. i 1300 m de desnivell positiu a Escòcia
- 5a Subida a la Sagra (11 de setembre) 27,5 km i 2.180 m de desnivell positiu a Espanya
- Ávila SkyRace (12 de setembre) 27 km. i ? m de desnivell positiu a Veneçuela

## Puntuació[1]
El repartiment de punts seguí la seqüència següent: 100-88-78-72-68-66-64-62-60-58-56-54-52-50...2, des del 1r fins al 40è a les curses de la sèrie, i des del 1r al 25è a les curses d'assaig.
Per a aspirar a la classificació final individual computaren els tres millor resultats de les curses de la sèrie mundial, juntament amb el millor resultat assolit en una cursa d'assaig. D'altra banda, per a guanyar el campionat per equips només puntuaren els tres millors resultats masculins i el millor femení de les cinc proves de la sèrie.
Els quinze primers corredors, així com les vuit primeres corredores, que van acabar la darrera cursa de la sèrie mundial (Mt. Kinabalu Climbathon) i que acreditaren haver fet, amb anterioritat, dues curses de la sèrie i una d'assaig, doblaren els punts obtinguts en aquest última prova.

## Resultats

### Corredor absolut[1]
| Pos. | Corredor          | Equip                          | Zeg. | Cha. | Pik. | Gri. | Kin. | Cursa d'assaig  | Total punts |
| ---- | ----------------- | ------------------------------ | ---- | ---- | ---- | ---- | ---- | --------------- | ----------- |
| 1r   | Tòfol Castanyer   | Salomon Santiveri Outdoor Team | 62   | 100  | 66   | -    | 94   | 88 (3 Cântaros) | 348         |
| 2n   | Jessed Hernández  | Selecció catalana              | -    | 88   | 72   | 64   | -    | 100 (La Sagra)  | 324         |
| 3r   | Sebastián Sánchez | Running Team Trangoworld       | -    | 68   | -    | 58   | 77   | 100 (Canillo)   | 303         |
| 4t   | Iñigo Lasaga      | Selecció basca                 | 54   | 64   | -    | 52   | 79   | 72 (Red Rock)   | 269         |
| 5è   | Just Sociats      | Selecció catalana              | -    | 58   | 56   | 54   | -    | 78 (La Sagra)   | 246         |

### Corredora absoluta[1]
| Pos. | Corredora         | Equip                      | Zeg. | Cha. | Pik. | Gri. | Kin. | Cursa d'assaig  | Total punts |
| ---- | ----------------- | -------------------------- | ---- | ---- | ---- | ---- | ---- | --------------- | ----------- |
| 1a   | Emanuela Brizio   | Valetudo Skyrunning Italia | 100  | 88   | -    | 78   | 94   | 100 (Red Rock)  | 382         |
| 2a   | Anna Frost        | Salomon Trail Team         | -    | 100  | -    | 68   | 106  | 100 (Canillo)   | 374         |
| 3a   | Cecilia Mora      | Valetudo Skyrunning Italia | 68   | 78   | 88   | 72   | 86   | 100 (Ben Nevis) | 352         |
| 4a   | Nerea Amilibia    | Selecció basca             | 88   | 68   | -    | 64   | 72   | 88 (Red Rock)   | 316         |
| 5a   | Laia Andreu Trias | Selecció catalana          | 62   | 66   | 72   | 60   | -    | 88 (La Sagra)   | 288         |

### Equip campió[1]
| Pos. | Equip                          | Zeg. | Cha. | Pik. | Gri. | Kin. | Total punts |
| ---- | ------------------------------ | ---- | ---- | ---- | ---- | ---- | ----------- |
| 1r   | Selecció catalana              | 160  | 278  | 278  | 290  | 206  | 1212        |
| 2n   | Selecció basca                 | 216  | 260  | -    | 204  | 151  | 831         |
| 3r   | Salomon Santiveri Outdoor Team | 312  | 100  | 66   | 158  | 94   | 730         |
| 4t   | Valetudo Skyrunning Italia     | 124  | 166  | 88   | 110  | 123  | 611         |
| 5è   | Salomon Trail Team             | -    | 100  | -    | 68   | 173  | 341         |